# Fraccionamiento los Laureles, Guanajuato
Fraccionamiento los Laureles är en ort i Mexiko.   Den ligger i kommunen León och delstaten Guanajuato, i den centrala delen av landet, 300 km nordväst om huvudstaden Mexico City. Fraccionamiento los Laureles ligger 2 041 meter över havet och antalet invånare är 252.
Terrängen runt Fraccionamiento los Laureles är kuperad åt sydost, men åt nordväst är den platt. Runt Fraccionamiento los Laureles är det mycket tätbefolkat, med 1 313 invånare per kvadratkilometer. Närmaste större samhälle är León de los Aldama, 10,5 km sydost om Fraccionamiento los Laureles. I omgivningarna runt Fraccionamiento los Laureles växer huvudsakligen savannskog.